# Mario prigioniero a Minturno
Mario prigioniero a Minturno (Marius prisonnier à Minturnes), o più brevemente Mario a Minturno (Marius à Minturnes), è un dipinto di storia realizzato nel 1786 da Jean-Germain Drouais. Raffigura il tentativo di esecuzione del console Gaio Mario, prigioniero a Minturno. Con il suo tema austero dipinto nella maniera neoclassica della scuola del suo maestro Jacques-Louis David, il quadro omaggia Il giuramento degli Orazi di quest'ultimo. Il quadro fa parte delle collezioni pittoriche del museo del Louvre.

## Storia
Jean-Germain Drouais dipinse il Mario prigoniero a Minturno a Roma nel 1786 e lo presentò a Parigi nel 1788. Uno schizzo preparatorio a olio su tela, di dimensioni più ridotte (24 centimetri per 21,5) venne donato nel 1975 al museo di belle arti di Rouen.
Alla sua morte nel 1788, il dipinto divenne proprietà di Marie-Jeanne Doré, la zia dell'artista. È conservato al museo del Louvre, che lo ha acquisito nel 1816 (il numero d'inventario è INV 4143). Ne venne fatta una copia, sotto forma di un disegno a pietra nera e a pennello, con degli inchiostri marroni e grigi e intensificato con del guazzo bianco. Questa copia (33,2 centimetri per 45,7) è conservata al museo Magnin di Digione.

## Soggetto
Il protagonista è il generale e console romano Gaio Mario, del quale Plutarco racconta la vita nelle Vite parallele o Vite degli uomini illustri. Jean-Germain Drouais scelse il momento decisivo di un episodio più o meno leggendario che si colloca nell'88 a.C., alla fine della sua vita. Proscritto dai suoi nemici politici del Senato, il vecchio console fugge da Roma per poi essere fatto prigioniero vicino la città di Minturno e messo in carcere. Secondo il racconto plutarcheo:
(Vita di Mario, 39 - Traduzione di Girolamo Pompei, 1830)

## Descrizione

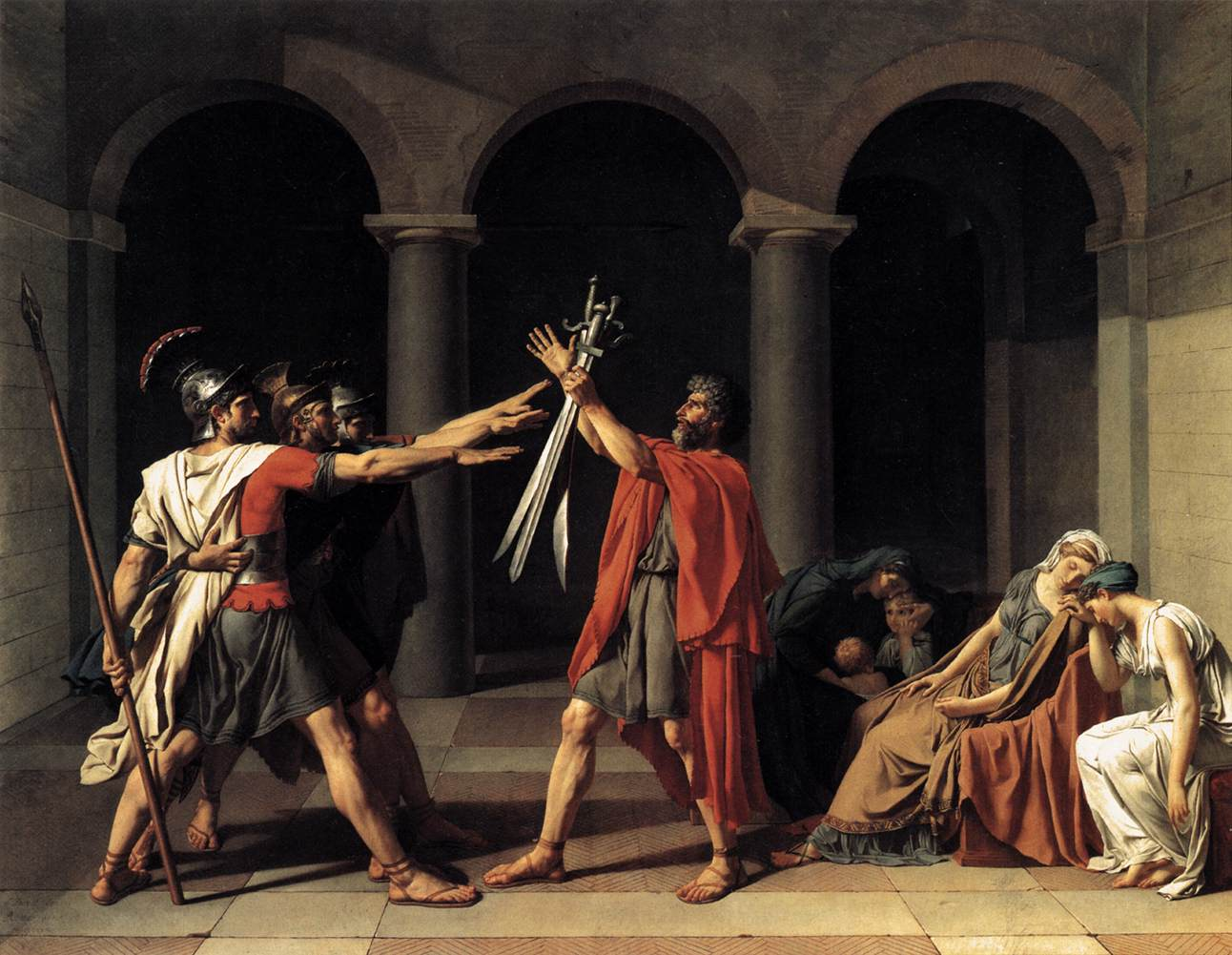
Jacques-Louis David, Il giuramento degli Orazi, 1785.

Con il suo tema di rincontro austero tra la vecchiaia e la giovinezza, il quadro omaggia Il giuramento degli Orazi. Drouais aveva aiutato il suo maestro nella realizzazione del quadro. In molti disegni preparatori, Jean-Germain Drouais raffigurò Mario come un vecchio barbuto, ma uno schizzo a olio successivo mostra un volto radicalmente diverso, con un altro aspetto.
La composizione è neoclassica: come il suo soggetto, gli aspetti formali del quadro lo avvicinano al Giuramento degli Orazi davidiano e ne fa un'opera tipica del neoclassicismo. Jean-Germain Drouais seguì il pregiudizio per la concisione del suo maestro con dei personaggi a grandezza naturale disposti sullo stesso piano in uno spazio cubico. Riprese inoltre la costruzione dei corpi seguendo delle linee rette, per lo più oblique. Il braccio teso di Gaio Mario, pieno di significati, risalta tanto di più perché è orizzontale. Le forme sono parallele al piano del quadro: il palmo nella mano di Mario lo è pure, in un modo un po' forzato. Jean-Germain Drouais è andato anche oltre David in termini di severità e di rigore. I contrasti luminosi sono violenti. I colori hanno un effetto metallico.